# Pimpalation (The Pimp Is Free)
Pimpalation (The Pimp Is Free) è il secondo e ultimo disco solista del rapper Pimp C membro del duo Hip Hop UGK. Di Questo album c'è anche una versione Chopped & Screwed Remixata da Michael 5000 Watts.

## Tracce
1. The Pimp Is Free (Intro) (prod. da Mike Dean)
2. I'm Free (prod. da Beat Master Clay D.)
3. Knocckin' Doorz Down (ft. Lil' Keke e P.O.P.) (prod. da Myke Diesel)
4. Rock 4 Rock (ft. Bun B,  Scarface
 e Willie D) (prod. da Mr. Lee)
5. Pourin' Up (ft. Mike Jones e Bun B) (prod. da Salih Williams)
6. The Honey (ft. Tela, Jazze Pha e Jody Breeze) (prod. da Jazze Pha)
7. Getcha Mind Right (ft. Smoke D e Vicious) (prod. da Cory Mo)
8. I Don't Fuck With You (ft. Smoke D e Vicious) (prod. da Cory Mo)
9. Working The Wheel (ft. Slim Thug) (prod. da Mike Dean)
10. Bobby & Whitney (ft. 8 Ball & MJG) (prod. da Mr. Lee)
11. Like That (Remix) (ft. Lil' Boosie e Webbie) (prod. da Mouse)
12. Cheat On Yo Man (ft. Mannie Fresh e Sweet Tee) (prod. da Mannie Fresh)
13. Havin' Thangs '06 (ft. Big Mike) (prod. da Pimp C)
14. On Your Mind (ft. Ali & Gipp, Zak e Jagged Edge) (prod. da Jazze Pha)
15. Overstand Me (ft. Chamillionaire e Trae) (prod. da Mr. Lee)
16. I Miss U(ft. Z-Ro e Tanya Herron) (prod. da Beat Master Clay D)
17. Outro (prod. da Pimp C)